# Frente de Libertação do Povo Eritreu

Bandeira do grupo.

Frente de Libertação do Povo Eritreu (tigrínia:  ህዝባዊ ግንባር, ህግ
, em árabe: الجبهة الشعبية لتحرير إريتريا) foi uma organização politica e militar que lutou pela independência da Eritreia da Etiópia. Surgiu em 1970 como um grupo de esquerda que se separou da Frente de Libertação da Eritreia. Depois de obter a independência eritreia em 1991, transformou-se na Frente Popular pela Democracia e Justiça, que atua como a única organização política legal da Eritreia.